# Quilicura
Quilicura ist eine Kommune der Región Metropolitana de Santiago mit 210.410 Einwohnern (2017). Sie ist eine der Gemeinden der Provinz Santiago.

## Geschichte
Sie wurde 1901 gegründet und war ursprünglich eine Satellitenstadt am damaligen Stadtrand von Santiago, aber mit dem urbanen Wachstum wächst sie nun schnell auf dem vor kurzem noch landwirtschaftlich genutzten Land.

## Demografie
Laut der Volkszählung 2017 lebten in der Gemeinde Quilicura 210.410 Personen. Davon waren 103.456 Männer und 106.954 Frauen, womit es einen leichten Frauenüberschuss gab.

## Wirtschaft
Quilicura beherbergt viele Industrien und seine Bewohner sind seit der jüngsten Urbanisierung meist Familien der Mittelschicht. Es gibt wenig Grünflächen im Vergleich zu wohlhabenderen Vierteln in der Stadt, da Quilicura immer noch ein Industriegebiet ist.